# 上天草市立湯島小学校
上天草市立湯島小学校（かみあまくさしりつ ゆしましょうがっこう）は、熊本県上天草市大矢野町湯島にある公立小学校。

## 沿革
- 1884年（明治17年）4月6日 - 湯島村字西の浜諏訪神社の東隣した地に公立湯島小学校創立
- 1887年（明治20年）4月1日 - 村立湯島尋常小学校と改称
- 1900年（明治33年）4月1日 - 西の浜535番地に移転
- 1903年（明治36年）9月1日 - 修業年限2か年の補修科付設
- 1908年（明治41年）4月1日 - 補修科廃止
- 1918年（大正7年）
  - 2月26日 - 村立農業補習学校併設
  - 3月30日 - 湯島尋常高等小学校と改称
- 1926年（大正15年）7月1日 - 村立湯島青年訓練所設置
- 1941年（昭和16年）4月1日 - 湯島国民学校と改称
- 1947年（昭和22年）4月1日 - 湯島村立湯島小学校と改称。
- 1954年（昭和29年）4月14日 - 大矢野町立湯島小学校と改称
- 1972年（昭和47年）4月1日 - 湯島中学校が分離
- 2004年（平成16年） - 上天草市立湯島小学校と改称

## 歴代校長
- - 初代校長
- - 現校長